# Елeктрана (Повратак отписаних)
Електрана је једанаеста епизода телевизијске серије „Повратак отписаних“, снимљене у продукцији Телевизије Београд и Централног филмског студија „Кошутњак“. Премијерно је приказана у СФР Југославији 12. марта 1978. године на Првом програму Телевизије Београд.

## Историјска подлога
На крају ове, као и осталих епизода налази се натпис — Лица и догађаји су измишљени. Свака сличност је случајна.

## Улоге
| Глумац             | Улога                             |
| ------------------ | --------------------------------- |
| Павле Вуисић       | Јоца                              |
| Драган Николић     | Прле                              |
| Воја Брајовић      | Тихи                              |
| Злата Петковић     | Марија                            |
| Александар Берчек  | Мрки                              |
| Слободан Перовић   | Јохан "Крава"                     |
| Раде Марковић      | Милан                             |
| Јован Јанићијевић  | Божа                              |
| Љубиша Самарџић    | Шпанац                            |
| Михајло Костић     | Павле                             |
| Петер Карстен      | генерал Фон Фридрихс              |
| Еуген Вербер       | Шредер                            |
| Цане Фирауновић    | Кениг                             |
| Мирко Буловић      | Пера                              |
| Никола Јовановић   | Јанко                             |
| Жарко Радић        | Паја                              |
| Тома Јовановић     | инжењер Дамјановић                |
| Светлана Бојковић  | Стана                             |
| Љубица Голубовић   | жена инжињера Дамјановића, Јелена |
| Живка Матић        | Перина ташта                      |
| Мило Мирановић     | рибар                             |
| Предраг Тодоровић  | Мита "Плајваз"                    |
| Мира Динуловић     | Мица                              |
| Љиљана Контић      | Јанкова жена                      |
| Данило Срећковић   | командант електране               |
| Ивана Шекуларац    | Божина унука                      |
| Градимир Трипковић | Јанков син                        |